# Permissividade
A permissividade (português brasileiro) ou permitividade (português europeu) é uma constante física que descreve como um campo elétrico afeta e é afetado por um meio. A permissividade do vácuo ({\displaystyle \varepsilon _{0}}) é 8,8541878176×10-12 F/m.
A permissividade é determinada pela habilidade de um material de se polarizar em resposta a um campo elétrico aplicado e, dessa forma, cancelar parcialmente o campo dentro do material. Está diretamente relacionado com a susceptibilidade elétrica. Por exemplo, em um capacitor uma alta permissividade do dielétrico faz com que uma mesma quantidade de carga elétrica seja guardada com um campo elétrico menor e, portanto, a um potencial menor, levando a uma maior capacitância do mesmo.

## Explicação
Em eletromagnetismo define-se um campo de indução elétrica D, que representa como um campo elétrico E influirá na organização das cargas elétricas no meio, por exemplo, redistribuição de cargas e reorientação de dipolos elétricos. A relação de ambos os campos (para meios lineares) com a permissividade é
{\displaystyle \mathbf {D} =\varepsilon \cdot \mathbf {E} }
onde ε é um tensor, sendo de ordem 0, ou escalar, se o meio é isotrópico, ou de ordem 2, que é representado por uma matriz de 3 por 3 em outros casos.
A permissividade, tomada em função da frequência, pode tomar valores reais ou complexos. Geralmente não é uma constante já que pode variar com a posição no meio, a frequência do campo aplicado, a umidade ou a temperatura, entre outros parâmetros. Em um meio não linear, a permissividade pode depender da magnitude do campo elétrico.
A unidade de medida no Sistema Internacional é o farad por metro (F/m). O campo de deslocamento D se mede em coulombs por metro quadrado {\displaystyle C/m^{2}}, enquanto que o campo elétrico E se mede em volts por metro (V/m).
D e E representam o mesmo fenômeno, a interação entre objetos carregados. D é relacionado com as densidades de carga associada a esta interação. E se relaciona com as forças e diferenças de potencial envolvidas. A permissividade do vácuo {\displaystyle \varepsilon _{0}}, é o fator de escala que relaciona os valores de D e E nesse meio. {\displaystyle \varepsilon _{0}} é igual a 8.8541878176...×10-12 F/m. As unidades de {\displaystyle \varepsilon _{0}} no Sistema Internacional de Unidades é farad por metro (F/m). No Sistema Internacional de Unidades, a força se mede em newtons (N), a carga em coulombs (C), a distância em metros (m), e a energia em joules(J). Como em todas as equações que descrevem fenômenos físicos, usar um sistema consistente de unidades é essencial.

## Permissividade do vácuo
A permissividade do vácuo {\displaystyle \varepsilon _{0}} é o quociente dos campos D/E nesse meio. Também aparece na lei de Coulomb como parte da constante de força de Coulomb, {\displaystyle {\frac {1}{4\pi \varepsilon _{0}}}}, que expressa a atração entre duas cargas unitárias no vácuo.
{\displaystyle \varepsilon _{0}={\frac {1}{c^{2}\mu _{0}}}=8.8541878176\ldots \times 10^{-12}\ \mathrm {F/m} ,}
onde {\displaystyle c} é a velocidade da luz e {\displaystyle \mu _{0}} é a permeabilidade magnética do vácuo. Estas três constantes estão totalmente definidas em unidades do SI.

## Permissividades absoluta e relativa
A permissividade de um material é usualmente dada com relação à do vácuo, denominando-se permissividade/permitividade relativa, {\displaystyle \varepsilon _{r}} (também chamada constante dielétrica em alguns casos). A permissividade absoluta se calcula multiplicando a permissividade relativa pela do vácuo:
{\displaystyle \varepsilon =\varepsilon _{r}\varepsilon _{0}=(1+\chi _{e})\varepsilon _{0}}
onde {\displaystyle \,\chi _{e}} é a susceptibilidade elétrica do material. Na seguinte tabela se mostram as permissividades absolutas de alguns dielétricos:

## A permissividade nos meios
No caso comum de um meio isotrópico, D e E são vetores paralelos e {\displaystyle \varepsilon } é um escalar, mas em meios anisotrópicos, este não é o caso e {\displaystyle \varepsilon } é um tensor de ordem 2 (o que causa birrefringência). A permissividade elétrica {\displaystyle \varepsilon } e a permeabilidade magnética {\displaystyle \mu } de um meio determinam a velocidade de fase v de radiação eletromagnética dentro do mesmo:
{\displaystyle \varepsilon \mu ={\frac {1}{v^{2}}}}
Quando um campo elétrico é aplicado a um meio, uma corrente flui. A corrente total que percorre um material real está, em geral, composta de duas partes: uma corrente de condução e uma de indução. A corrente de indução pode ser pensada como a resposta elástica de um material ao campo elétrico aplicado. Ao aumentar a magnitude do campo elétrico, a corrente de indução é armazenada no material, e quando a intensidade do campo diminui, o material libera a corrente. A indução elétrica pode ser separada entre uma contribuição do vácuo e uma do material:
{\displaystyle \mathbf {D} =\varepsilon _{0}\mathbf {E} +\mathbf {P} =\varepsilon _{0}\mathbf {E} +\varepsilon _{0}\chi \mathbf {E} =\varepsilon _{0}\mathbf {E} \left(1+\chi \right),}
onde P é a polarização do meio e {\displaystyle \chi } é a susceptibilidade elétrica. Se deduz que a permissividade relativa e a suscetibilidade de um material estão relacionadas, {\displaystyle \varepsilon _{r}=\chi +1}.